# 広島県の市町村旗一覧
広島県の市町村旗一覧（ひろしまけんのしちょうそんきいちらん）は、広島県内の市町村に制定されている、あるいは制定されていた市町村旗の一覧である。なお、一覧の順序は全国地方公共団体コード順による。廃止された市町村旗は廃止日から順に掲載している。

## 市部
| 市         | 市旗 | 制定日        | 旗の色                                         | 備考              |
| ---------- | ---- | ------------- | ---------------------------------------------- | ----------------- |
| 広島市     |      | 1963年        | 地色は緑色であり、紋章は白色が指定されている   |                   |
| 福山市     |      | なし          | 地色は黄色であり、紋章は黒色が指定されている   |                   |
| 呉市       |      | なし          | 地色は紺色であり、紋章は白色が指定されている   |                   |
| 東広島市   |      | 1974年7月17日 | 地色は緑色であり、紋章は白色が指定されている   |                   |
| 尾道市     |      | なし          | 地色は白色であり、紋章は赤色が指定されている   |                   |
| 廿日市市   |      | 1988年4月1日  | 地色は紫色であり、紋章は赤色が指定されている   |                   |
| 三原市     |      | なし          | 地色は白色であり、紋章は指定色が指定されている | 2代目の市旗である |
| 三次市     |      | なし          | 地色は臙脂色であり、紋章は茶色が指定されている | 3代目の市旗である |
| 府中市     |      | なし          | 地色は青緑色であり、紋章は白色が指定されている |                   |
| 庄原市     |      | なし          | 地色は臙脂色であり、紋章は茶色が指定されている | 2代目の市旗である |
| 大竹市     |      | なし          | 地色は緑色であり、紋章は白色が指定されている   |                   |
| 竹原市     |      | 1963年9月30日 | 地色は白色であり、紋章は緑色が指定されている   |                   |
| 安芸高田市 |      | 2004年3月1日  | 地色は白色であり、紋章は指定色が指定されている |                   |
| 江田島市   |      | 2004年11月1日 | 地色は白色であり、紋章は指定色が指定されている |                   |

## 町村部
| 郡     | 町村       | 町村章 | 制定日         | 旗の色                                               | 備考 |
| ------ | ---------- | ------ | -------------- | ---------------------------------------------------- | ---- |
| 安芸郡 | 府中町     |        | 1970年5月8日   | 地色は藍色であり、紋章は白色が指定されている         |      |
| 安芸郡 | 海田町     |        | なし           | 地色は青色であり、紋章は白色が指定されている         |      |
| 安芸郡 | 熊野町     |        | なし           | 地色は紫色であり、紋章は白色が指定されている         |      |
| 安芸郡 | 坂町       |        | 1980年12月20日 | 地色は藍色であり、紋章は白色が指定されている         |      |
| 山県郡 | 北広島町   |        | 2005年10月20日 | 地色は緑色であり、紋章は白色が指定されている         |      |
| 山県郡 | 安芸太田町 |        | 2004年10月1日  | 地色は白色であり、紋章は指定された色が指定されている |      |
| 豊田郡 | 大崎上島町 |        | 2003年8月5日   | 地色は白色であり、紋章は指定された色が指定されている |      |
| 世羅郡 | 世羅町     |        | なし           | 地色は白色であり、紋章は臙脂色が指定されている       |      |
| 神石郡 | 神石高原町 |        | 2004年11月5日  | 地色は青色であり、紋章は白色が指定されている         |      |

## 廃止された市町村旗

### 2004年以前
| 市郡   | 町村     | 市町村旗 | 制定日         | 廃止日        | 旗の色                                                            | 備考              |
| ------ | -------- | -------- | -------------- | ------------- | ----------------------------------------------------------------- | ----------------- |
| 賀茂郡 | 西条町   |          | 1968年11月22日 | 1974年4月20日 | 地色は青紫色であり、紋章は白色・「S」の部分は赤色が指定されている |                   |
| 安芸郡 | 矢野町   |          | なし           | 1975年3月20日 | 地色は白色であり、紋章は赤色が指定されている                      |                   |
| 安芸郡 | 船越町   |          | 1972年6月17日  | 1975年3月20日 | -                                                                 |                   |
| 三次市 |          |          | 1954年9月10日  | 1992年4月1日  | 地色は白色であり、紋章は葡萄色が指定されている                    | 初代の市旗である  |
| 沼隈郡 | 内海町   |          | なし           | 2003年2月3日  | 地色は青色であり、紋章は白色が指定されている                      |                   |
| 芦品郡 | 新市町   |          | なし           | 2003年2月3日  | 地色は藍色であり、紋章は白色と黒色が指定されている                |                   |
| 佐伯郡 | 佐伯町   |          | 1955年4月1日   | 2003年3月1日  | 地色は水色であり、紋章は白色が指定されている                      |                   |
| 佐伯郡 | 吉和村   |          | なし           | 2003年3月1日  | 地色は深緑色であり、紋章は白色が指定されている                    |                   |
| 豊田郡 | 大崎町   |          | なし           | 2003年4月1日  | 地色は白色であり、紋章は水色が指定されている                      |                   |
| 豊田郡 | 東野町   |          | なし           | 2003年4月1日  | 地色は紫色であり、紋章は橙色が指定されている                      |                   |
| 豊田郡 | 木江町   |          | なし           | 2003年4月1日  | 地色は水色であり、紋章は白色が指定されている                      |                   |
| 豊田郡 | 下蒲刈町 |          | なし           | 2003年4月1日  | 地色は白色であり、紋章は青色が指定されている                      |                   |
| 高田郡 | 吉田町   |          | 1988年10月28日 | 2004年3月1日  | 地色は臙脂色であり、紋章は白色が指定されている                    |                   |
| 高田郡 | 八千代町 |          | なし           | 2004年3月1日  | 地色は深緑色であり、紋章は白色が指定されている                    |                   |
| 高田郡 | 美土里町 |          | なし           | 2004年3月1日  | 地色は白色であり、紋章は緑色が指定されている                      |                   |
| 高田郡 | 高宮町   |          | なし           | 2004年3月1日  | 地色は濃緑色であり、紋章は白色が指定されている                    |                   |
| 高田郡 | 甲田町   |          | なし           | 2004年3月1日  | 地色は白色であり、紋章は臙脂色が指定されている                    |                   |
| 高田郡 | 向原町   |          | 1983年8月6日   | 2004年3月1日  | 地色は臙脂色であり、紋章は白色が指定されている                    |                   |
| 豊田郡 | 川尻町   |          | なし           | 2004年4月1日  | 地色は臙脂色であり、紋章は白色が指定されている                    |                   |
| 甲奴郡 | 上下町   |          | なし           | 2004年4月1日  | 地色は紫色であり、紋章は白色が指定されている                      |                   |
| 三次市 |          |          | 1992年4月1日   | 2004年4月1日  | 地色は臙脂色であり、紋章は白色が指定されている                    | 2代目の市旗である |
| 双三郡 | 三和町   |          | なし           | 2004年4月1日  | 地色は緑色であり、紋章は白色が指定されている                      |                   |
| 双三郡 | 三良坂町 |          | なし           | 2004年4月1日  | -                                                                 |                   |
| 双三郡 | 吉舎町   |          | なし           | 2004年4月1日  | -                                                                 |                   |
| 双三郡 | 君田村   |          | なし           | 2004年4月1日  | -                                                                 |                   |
| 双三郡 | 布野村   |          | なし           | 2004年4月1日  | -                                                                 |                   |
| 双三郡 | 作木村   |          | なし           | 2004年4月1日  | -                                                                 |                   |
| 甲奴郡 | 甲奴町   |          | なし           | 2004年4月1日  | -                                                                 |                   |
| 世羅郡 | 世羅町   |          | なし           | 2004年10月1日 | 地色は白色であり、紋章は緑色が指定されている                      |                   |
| 世羅郡 | 世羅西町 |          | なし           | 2004年10月1日 | -                                                                 |                   |
| 世羅郡 | 甲山町   |          | なし           | 2004年10月1日 | 地色は緑色であり、紋章は橙色が指定されている                      |                   |
| 山県郡 | 加計町   |          | 1970年8月20日  | 2004年10月1日 | -                                                                 |                   |
| 山県郡 | 筒賀村   |          | 1990年11月10日 | 2004年10月1日 | -                                                                 |                   |
| 山県郡 | 戸河内町 |          | なし           | 2004年10月1日 | -                                                                 |                   |
| 安芸郡 | 江田島町 |          | なし           | 2004年11月1日 | 地色は青色であり、紋章は黄色が指定されている                      |                   |
| 佐伯郡 | 能美町   |          | なし           | 2004年11月1日 | 地色は青色であり、紋章は白色が指定されている                      |                   |
| 佐伯郡 | 沖美町   |          | なし           | 2004年11月1日 | 地色は青緑色であり、紋章は白色が指定されている                    |                   |
| 佐伯郡 | 大柿町   |          | 1974年11月3日  | 2004年11月1日 | 地色は青色であり、紋章は白色が指定されている                      |                   |
| 神石郡 | 三和町   |          | なし           | 2004年11月5日 | -                                                                 |                   |
| 神石郡 | 神石町   |          | なし           | 2004年11月5日 | -                                                                 |                   |
| 神石郡 | 油木町   |          | なし           | 2004年11月5日 | -                                                                 |                   |
| 神石郡 | 豊松村   |          | なし           | 2004年11月5日 | -                                                                 |                   |

### 2005年以降
| 市郡   | 町村     | 市町村旗 | 制定日        | 廃止日        | 旗の色                                               | 備考             |
| ------ | -------- | -------- | ------------- | ------------- | ---------------------------------------------------- | ---------------- |
| 沼隈郡 | 沼隈町   |          | なし          | 2005年2月1日  | 地色は藍色であり、紋章は白色が指定されている         |                  |
| 山県郡 | 芸北町   |          | なし          | 2005年2月1日  | 地色は深緑色であり、紋章は白色が指定されている       |                  |
| 山県郡 | 大朝町   |          | なし          | 2005年2月1日  | 地色は濃緑色であり、紋章は白色が指定されている       |                  |
| 山県郡 | 千代田町 |          | なし          | 2005年2月1日  | 地色は紫色であり、紋章は白色が指定されている         |                  |
| 山県郡 | 豊平町   |          | なし          | 2005年2月1日  | 地色は緑色であり、紋章は白色が指定されている         |                  |
| 賀茂郡 | 黒瀬町   |          | 1984年6月28日 | 2005年2月7日  | 地色は濃緑色であり、紋章は白色が指定されている       |                  |
| 賀茂郡 | 福富町   |          | なし          | 2005年2月7日  | 地色は白色であり、紋章は黄緑色が指定されている       |                  |
| 賀茂郡 | 豊栄町   |          | なし          | 2005年2月7日  | 地色は緑色であり、紋章は白色が指定されている         |                  |
| 賀茂郡 | 河内町   |          | なし          | 2005年2月7日  | 地色は白色であり、紋章は緑色が指定されている         |                  |
| 安芸郡 | 安芸津町 |          | なし          | 2005年2月7日  | 地色は白色であり、紋章は赤色が指定されている         |                  |
| 安芸郡 | 蒲刈町   |          | なし          | 2005年3月20日 | 地色は橙色であり、紋章は黒色が指定されている         |                  |
| 安芸郡 | 音戸町   |          | なし          | 2005年3月20日 | 地色は青色であり、紋章は白色が指定されている         |                  |
| 安芸郡 | 倉橋町   |          | なし          | 2005年3月20日 | 地色は白色であり、紋章は浅黄色が指定されている       |                  |
| 豊田郡 | 豊町     |          | なし          | 2005年3月20日 | 地色は緑色であり、紋章は橙色が指定されている         |                  |
| 豊田郡 | 安浦町   |          | なし          | 2005年3月20日 | 地色は白色であり、紋章は茶色が指定されている         |                  |
| 豊田郡 | 豊浜町   |          | なし          | 2005年3月20日 | 地色は白色であり、紋章は青色と橙色が指定されている   |                  |
| 三原市 |          |          | なし          | 2005年3月22日 | 地色は臙脂色であり、紋章は黄色と橙色が指定されている | 初代の市旗である |
| 豊田郡 | 本郷町   |          | なし          | 2005年3月22日 | 地色は臙脂色であり、紋章は白色が指定されている       |                  |
| 豊田郡 | 久井町   |          | なし          | 2005年3月22日 | 地色は青色であり、紋章は黄色が指定されている         |                  |
| 賀茂郡 | 大和町   |          | なし          | 2005年3月22日 | 地色は緑色であり、紋章は白色が指定されている         |                  |
| 御調郡 | 御調町   |          | なし          | 2005年3月28日 | 地色は水色であり、紋章は白色が指定されている         |                  |
| 御調郡 | 向島町   |          | なし          | 2005年3月28日 | 地色は白色であり、紋章は赤色が指定されている         |                  |
| 庄原市 |          |          | 1977年2月1日  | 2005年3月31日 | 地色は臙脂色であり、紋章は白色が指定されている       | 初代の市旗である |
| 比婆郡 | 西城町   |          | なし          | 2005年3月31日 | 地色は臙脂色であり、紋章は白色が指定されている       |                  |
| 比婆郡 | 東城町   |          | なし          | 2005年3月31日 | 地色は白色であり、紋章は緑色が指定されている         |                  |
| 比婆郡 | 口和町   |          | なし          | 2005年3月31日 | 地色は臙脂色であり、紋章は緑色が指定されている       |                  |
| 比婆郡 | 高野町   |          | なし          | 2005年3月31日 | 地色は緑色であり、紋章は白色が指定されている         |                  |
| 比婆郡 | 比和町   |          | 1991年10月1日 | 2005年3月31日 | 地色は藍色であり、紋章は白色が指定されている         |                  |
| 甲奴郡 | 総領町   |          | なし          | 2005年3月31日 | 地色は緑色であり、紋章は白色が指定されている         |                  |
| 佐伯郡 | 湯来町   |          | なし          | 2005年4月25日 | 地色は深緑色であり、紋章は白色が指定されている       |                  |
| 佐伯郡 | 大野町   |          | なし          | 2005年10月1日 | 地色は白色であり、紋章は茶色が指定されている         |                  |
| 佐伯郡 | 宮島町   |          | なし          | 2005年10月1日 | -                                                    |                  |
| 因島市 |          |          | なし          | 2006年1月10日 | 地色は橘色であり、紋章は白色が指定されている         |                  |
| 豊田郡 | 瀬戸田町 |          | なし          | 2006年1月10日 | 地色は薄臙脂色であり、紋章は白色が指定されている     |                  |
| 深安郡 | 神辺町   |          | 1984年4月15日 | 2006年3月1日  | 地色は薄臙脂色であり、紋章は白色が指定されている     |                  |

### 書籍
- 中川幸也『シリーズ人間とシンボル第2号「都市の旗と紋章」』中川ケミカル、1987年10月11日。
- NHK情報ネットワーク『NHKふるさとデータブック7 [中国]』日本放送協会、1992年5月1日。

### 自治体書籍
- 吉田町役場『吉田町例規集』広島県高田郡吉田町。
- 向原町役場『向原町例規集』広島県高田郡向原町。
- 比和町役場『比和町例規集』広島県比婆郡比和町。
- 佐伯町役場『佐伯町例規集』広島県佐伯郡佐伯町。
- 黒瀬町役場『黒瀬町例規集』広島県賀茂郡黒瀬町。